# Protasius von Lausanne
Protasius von Lausanne († um 650 im Kanton Waadt, Schweiz) war Bischof von Lausanne im 7. Jahrhundert und ist ein Heiliger der römisch-katholischen Kirche.
Über sein Leben ist nur sehr wenig bekannt. Er half bei der Errichtung des Klosters in loco Balmensi (Baulmes) mit. Protasius starb während einer Reise in den Jura, wo er Holz für den Neubau der Kathedrale von Lausanne beschaffen wollte. Er wurde in Saint-Prex am Ufer des Genfersees begraben.
Sein Gedenktag ist der 6. November.